# Дорогорське
Дорогорське (рос. Дорогорское) — село в Мезенському районі Архангельської області Російської Федерації.
Населення становить 490 осіб. Органом місцевого самоврядування до 2021 року Дорогорське муніципальне утворення.

## Історія
Від 1937 року належить до Архангельської області.
Від 2004 року належить до муніципального утворення Дорогорське муніципальне утворення.

## Населення
| 2002 | 2010 | 2012 |
| ---- | ---- | ---- |
| 483  | ↘391 | ↗490 |